# Nihewan-Becken
Das Nihewan-Becken oder die Nihewan-Senke liegt im Übergangsbereich zwischen dem nordchinesischen Tiefland und dem Plateau der Inneren Mongolei ca. 200 km westlich von Peking im Grenzgebiet der chinesischen Provinzen Hebei und Shanxi sowie der Inneren Mongolei. Es wurde nach dem Dorf Nihewan in der Provinz Hebei benannt, das am Sanggan-Fluss im Osten des Kreises Yangyuan der bezirksfreien Stadt Zhangjiakou liegt.
Im Nihewan-Becken wurden zahlreiche Steinwerkzeuge geborgen, die auf eine Anwesenheit von Homo erectus vor  mehr als einer Million Jahren schließen lassen.
Das Nihewan-Becken ist rund 150 bis 200 Quadratkilometer groß und gehört zum Shanxi-Grabensystem, dass sich im Mittel- bis Spätpleistozän als Serie von intermontanen Becken gebildet hat. Es ist mit spätpliozänen bis holozänen lakustrischen, fluvialen und vom Wind transportierten Sedimenten angefüllt. Die Nihewan-Formation umfasst die gesamte fluvio-lakustrische Sequenz im Nihewan-Becken, die durch windverwehte Löss-Sedimente des Holozäns überlagert ist und/oder der letzten Eiszeit und/oder der Warmzeit und unterlegt mit spätpliozänem roten Lehm äolischer Herkunft.
Die Bestimmung der Zeitfolge der an Säugetierfaunen und altsteinzeitlichen Stätten reichen Nihewan-Formation des Nihewan-Beckens (siehe Hauptartikel Nihewan) ist entscheidend für ein Verständnis einer Reihe von wichtigen Fragen zur frühen menschlichen Anpassungsfähigkeit an extreme Umweltbedingungen in hohen nördlichen Breiten, den Ausfüllungsprozess des Nihewan-Beckens und die chronologische Abfolge der Nihewan-Faunen.

## Belege
1. ↑  chinesisch 泥河湾盆地, Pinyin Nihewan pendi, englisch Nihewan Basin
2. ↑  chinesisch 泥河灣 / 泥河湾, Pinyin Níhéwān, W.-G. Ni-ho-wan/Nihowan
3. ↑  Eintrag Nihewan Basin in: Bernard Wood: Wiley-Blackwell Encyclopedia of Human Evolution. 2 Bände. Wiley-Blackwell, Chichester u. a. 2011, ISBN 978-1-4051-5510-6.
4. ↑  Dong-Dong Ma et al.: Earliest Prepared core technology in Eurasia from Nihewan (China): Implications for early human abilities and dispersals in East Asia. In: PNAS. Band 121, Nr. 11, 2024, e2313123121, doi:10.1073/pnas.2313123121. 
 Research suggests new tool-making timeline for East Asian hominins. Auf: eurekalert.org vom 5. März 2024.
5. ↑  Dennell 2009, 167 nach Li et al. 1998
6. ↑  Nach Zhu Rixiang, Deng Chenglong, Pan Yongxin (s. Weblink unter Lit.).

Koordinaten: 40° 15′ 22″ N, 114° 37′ 51,1″ O